# Knill (Herefordshire)
Pour les articles homonymes, voir Monika Knill-Kradolfer.
Knill est un village et une paroisse civile du Herefordshire, en Angleterre. Il est situé à proximité de la frontière galloise, à cinq kilomètres environ au sud-ouest de la ville galloise de Presteigne. La digue d'Offa surplombe le village.
Knill est l'un des Thankful Villages d'Angleterre, qui n'ont perdu aucun de leurs hommes lors de la Première Guerre mondiale.